# 化石の歌
『化石の歌』（かせきのうた）は、âge（アージュ）が2000年1月28日に発売した、成人向け恋愛アドベンチャーゲームである。

## ストーリー
人形と呼ばれる人間に近い、人間に隷属するものが存在する世界。
記憶を失った主人公「エミール」は、自分のことを兄と呼ぶ少女「プリエ」と共にとある館へと拾われる。
彼はその館で人形に意志を与える調律を行ううちに、自らと自らが生きる世界に対する疑問を解いてゆく。

## キャラクター
エミール
教会に捨てられていた主人公の少年。記憶を全て無くしているが、人形に意志を与えるために仮想世界にダイブする「調律」のことを知っていたため、館で調律師を行っている。エミールという名前はプリエがつけたもの。
プリエ
声：栗林みな実
「浄化作戦」の影響で、記憶障害と意識混濁を併発している少女。
そのため教会で初めてあった主人公を「エミール」と呼び、自分の兄として接してくる。 フランス語で「祈り」という意味の「プリエ」と言う名前は、エミールが名前もわからないプリエにつけた名前。
マリーツィア
声：日向葵
人形師の館で働く常に無表情なメイド。機械的で死人に似た白い肌が特徴。エミールに対しては無制限に従順であるが、感情が伴うことはない。ロシア語で『祈り』を意味する。
アメリア
声：小島千明
ズバズバとした物言いが特徴的なメイド。当然といえば当然なのだが、ヴェールカやグラーフの指示には盲目的に従う。しかし、物語が進むにつれメイドという役割に対する諦観した態度も見受けられるようになっていく。
セリユ
声：担当無し
メイド。「YES」と「NO」しか感情表現のできない「人形」。名が無かった「人形」メイドである彼女に主人公が名づけた。生真面目との意味が込められている。
クルル
声：広瀬由香
猫型の「人形」デミヒューマンタイプ。館に来てから初めて主人公が「調律」した「人形」でもある。短絡思考しか出来ないが人語を介す。主人公とプリエのことを館に住まわせる要因ともなった。匂いを嗅ぎ分ける能力を身に着けている。
ヴェールカ
声：三島由紀
グラーフに館の管理を任されている妖艶な雰囲気をもつ、館の主。日ごろから謎めいた行動で主人公を惑わす。　執拗にエミールを求め、我が物にしようとする。
ミハイル
声：明記無し
ミハイル・システムの製作者。
シオン
声：担当無し
ミハイル・システムのメインデータ。英語(?)しか喋らない。
カルム
声：紫苑みやび
ミハイル・システムにおける「過去」と「生」を司る。常に落ち着いた大人な雰囲気を出している。
シエル
声：岩泉まい
ミハイル・システムにおける「未来」と「死」を司る。しかし、カルムが戻した部分から「現在」までしか時間を操作できない。金髪縦ロールのお嬢様という感じの容姿。カルムとは対照的に幼い印象を受ける。
グラーフ
声：明記無し
館の所有主。醜い容姿。館の物は、物だろうと人だろうと全て自分の所有物だと豪語する。
セルティ・デュアン
声：担当無し
4000年生き、多くの苦悩と試練を生き抜いた人間。「調律」する際に主人公に与えられる人格。
エレディア
声：春乃うらら
エミールが「調律」する「人形」その1。お姫様。
イスファーナ
声：宇佐美桃香
エミールが「調律」する「人形」その2。村の巫女であり族長。
アスターナ
声：青山ゆかり
エミールが「調律」する「人形」その3。イスファーナの妹。
アレクセイヴィチ
声：明記無し
教授。元々の館の持ち主。
- 声の担当不明者一覧
  - 海野綾
  - 内野一
  - 関戸浩治
  - 武藤ヨシヒロ

このゲームは虚構世界をテーマとしており、主人公のエミールとなって世界の謎を解き明かしていく。どれが真実でどれが虚構かなど様々な想像と憶測を巡らせていく主人公だが、最終的に行き着く先は「主人公が居る世界そのものが虚構という事実」であった。
- 現実世界の人間関係で多少分かりにくい部分があるかもしれないが、アレクセイヴィチの息子がミハイルであり、それぞれに弟子を取っている。同時にミハイルはアレクセイヴィチの弟子でもある。
- 現実世界での彼ら7名は「再創造計画」遂行のために集まる。そして「バビロニアの審判」他星系との通信途絶、「浄化作戦」他星系からの指向性蛋白によるテロ行為を受ける。
- そうこうするうちにアレクセイヴィチは発狂、研究は息子のミハイルが継ぐことに。ミハイルは義理の妹であり、エミールの婚約者でもあるマリーツィアを愛していた。
- そして、「浄化作戦」の折の残留汚染によって発病した彼女のために今回のテーマである虚構世界について思いつく。しかし、それは同時に「再創造計画」の中止を意味していた。
- 発狂した後、アレクセイヴィチは女性の肉体を求めるようになり、シエル、カルムと順に手をつけていった。しかし、始めのうちは協力していたミハイルの手によって殺されてしまう。
- 奴隷のようになっていた彼女等を解放しなかったミハイルは、彼女等を更に逃げられないような状況に追い込んだ。そして、ミハイル・システムは完成を迎える。
- しかし、後に残ったのは目を覆いたくなるような凄惨な館の状況だった。そして、エミールはミハイルに「自分の研究がしたい」と告げる。

以下、各キャラクターの「事実」。
エミール
ミハイルの弟子の一人。ミハイル・システムの「世界の定義」の分野を担当するも敢えて館の内部とその敷地内しか定義を作らなかった。それに際し、クルルとエミールというデータ上の存在をミハイル・システムの虚構世界の中に組み込んだ。そしてミハイル・システム完成後、館を出て新たな自分の研究をしたいという旨を伝えた時、ミハイルに刺され殺されてしまう。
プリエ
ミハイル・システムが用意した「再創造計画」の根幹。
マリーツィア
ヴェールカの娘、しかし同時にヴェールカと再婚したアレクセイヴィチの娘でもある。虚構世界では「人形」。虚構世界において陵辱されては殺され、その度に新たな肉体を与えられていた。記憶などに関しては殺されたことまでしっかりと記憶に残されているらしい。現実世界でエミールと婚約していたものの「浄化作戦」の影響で病床に伏していた。エミールが館を出ようとした最大の要因。
アメリア
元学生でアレクセイヴィチの弟子の一人。虚構世界では「人形」。研究中に真っ先に殺され、情報をミハイル・システムの虚構世界に送られていた。
カルム
研究者の一人であり、ミハイル・システムの論理的な部分を担当していた。アレクセイヴィチの発狂によって抑制を失った館での性、その主なはけ口は彼女だった。最初は薬で無理矢理だったが、次は故郷の恋人(?)らしき相手に映像を送ると脅され、途中からは首輪や食事の扱いなどで犬同然、いやそれ以下の扱いを受けていた。眼からは光が失われ、最終的には殺されている。アレクセイヴィチ、ミハイル、シエルが主に犯していたようだ。